# Krakau-Tschenstochauer Jura

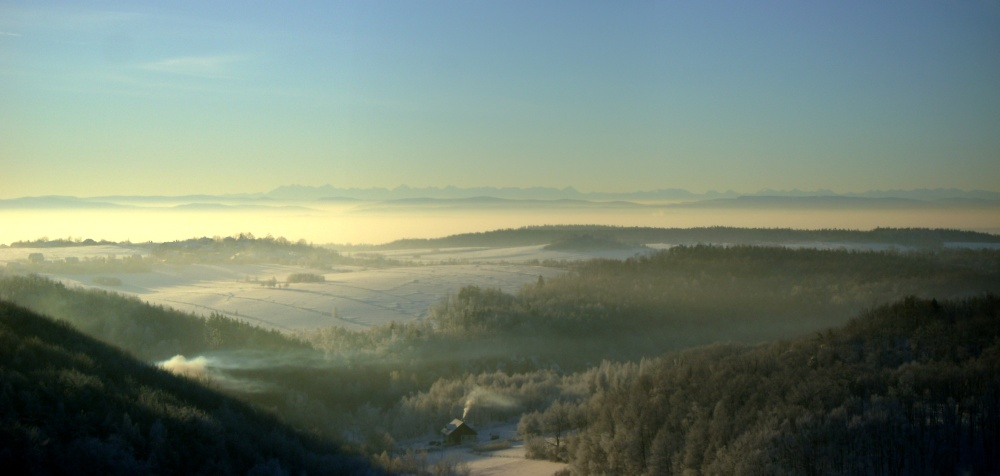
Blick auf die 115 km entfernte Tatra von der Burgruine Grodzisko bei Skała

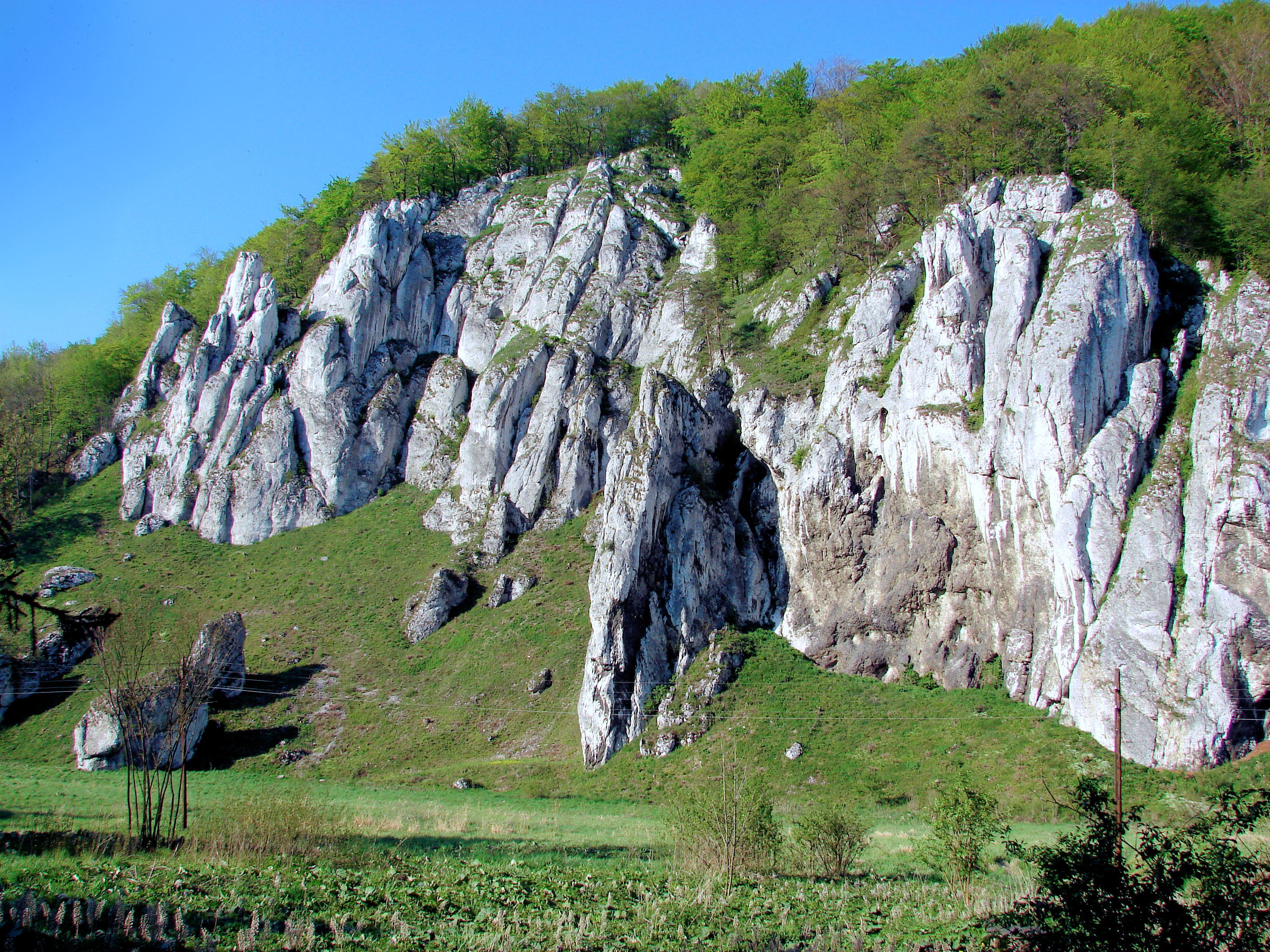
Felsformation Rękawica in Nationalpark Ojców

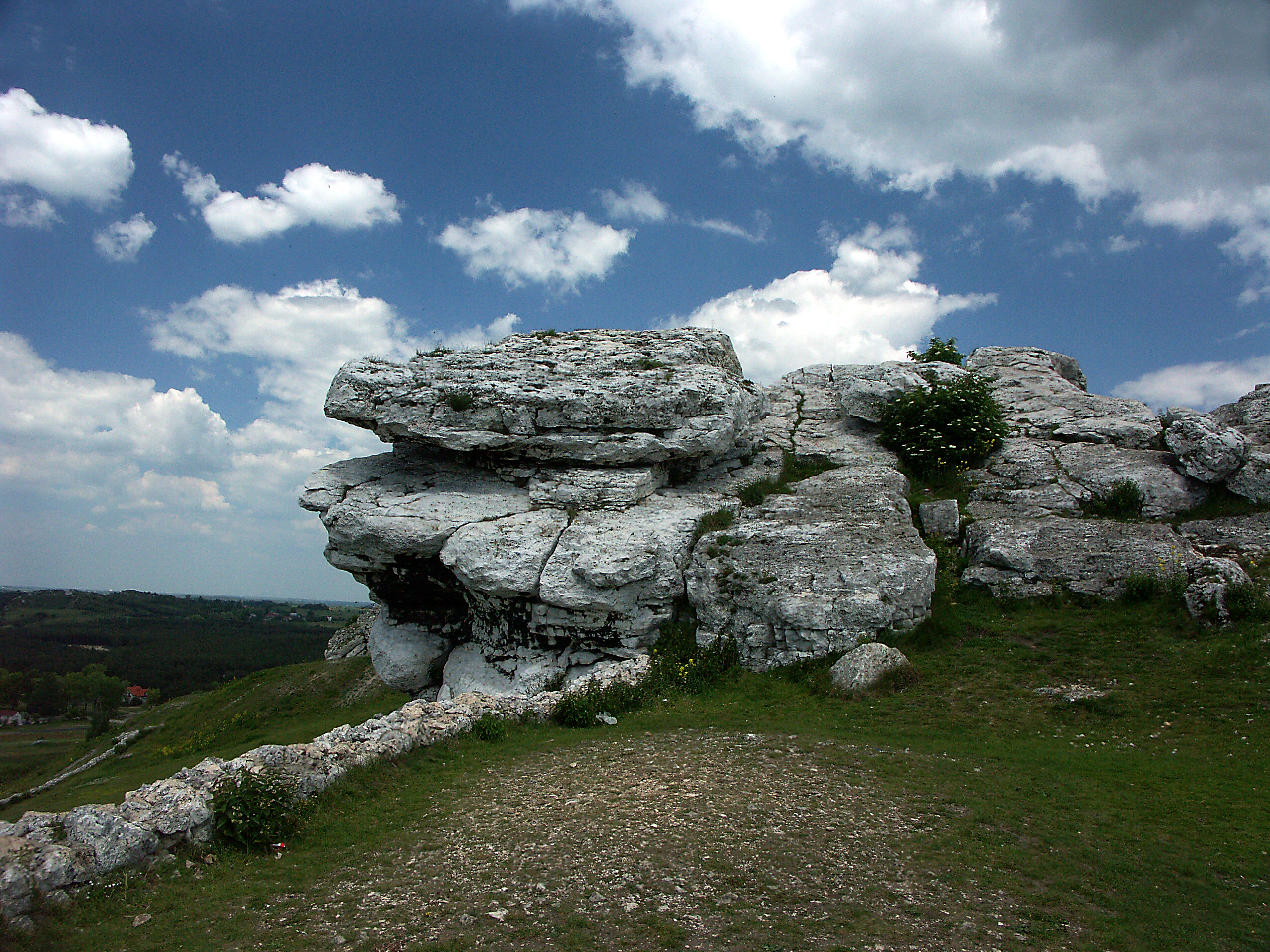
Typische Landschaft im Krakau-Tschenstochauer Jura

Der Krakau-Tschenstochauer Jura (Jura Krakowsko-Częstochowska / Wyżyna Krakowsko-Częstochowska) ist ein Mittelgebirge im südlichen Polen auf dem Gebiet der Woiwodschaften Schlesien und Kleinpolen. Er stellt den östlichen Teil des Krakau-Schlesischen Hochlands dar und grenzt im Norden an die polnische Tiefebene, im Osten an das Kleinpolnische Hochland, im Süden an das Weichseltal und im Westen an das schlesische Hochland und erstreckt sich von Tschenstochau bis nach Krakau. Seine Verlängerung, das Wieluner Hochland, erstreckt sich in nordwestlicher Richtung bis zur Stadt Wieluń. Das Gebirge ist von Kalkfelsen geprägt und weist zahlreiche Karsterscheinungen (Tropfsteinhöhlen, Felsmassive und -türme, Dolinen etc.) sowie die größte Sandwüste Mitteleuropas (Błędów-Wüste) auf.
Die Höhen des Juras sind mit einer Reihe von Burgen und Schlössern bekrönt, den sogenannten Adlerhorst-Burgen, die seit dem 14. Jahrhundert die Südwestgrenze Polens schützten und eine schnelle Kommunikation mittels Licht- und Rauchzeichen von Krakau bis nach Tschenstochau ermöglichten. Eine Besonderheit der Region stellen hunderte von Waldhufendörfer dar, deren Besonderheit schmale und langgestreckte Feld- und Waldgrundstücke sind.
Im Jura befinden sich mehrere attraktive Sportklettergebiete. Der Weitwanderweg und der Radwanderweg der Adlerhorste verbinden die interessantesten Landschaften und Sehenswürdigkeiten zwischen Krakau und Tschenstochau.

## Ojców-Nationalpark
Der Nationalpark Ojców liegt im nördlichen Teil Kleinpolens 16 km nördlich von Krakau. Der Park umfasst die Täler der Flüsse Prądnik und Sąspówka sowie angrenzende Bereiche der Jura-Hochebene. Er ist der kleinste Nationalpark in Polen.
Die geologische Basis des Parkgebiets besteht aus Jurakalk. Infolge der Einwirkung von Wasser ist in den Tälern von Ojców eine eigentümliche Landschaft entstanden, die von schluchtartigen Tälern mit bis zu 120 m Tiefe mit vielfältigen Felsformen und Zeugenbergen unterbrochen sind. Auf dem Gebiet des Nationalparks befinden sich ca. 400 Höhlen und andere Karstformationen wie Karstquellen, Kerbtäler, Karstflächen und -trichter.
Die Anzahl der Tierarten wird auf 12.000 geschätzt. Zu den heimischen Säugetieren gehören Dachs, Haselmaus, Hermelin, Biber und Fledermaus.
Die ältesten Spuren der Anwesenheit des Menschen in diesem Gebiet stammen aus dem Jungpaläolithikum und sind rund 120.000 Jahre alt.
Zu den Baudenkmälern auf dem Gebiet des Nationalparks gehören das sehr gut erhaltene Renaissance-Schloss Pieskowa Skała, die Ruinen der gotischen Burg Ojców, die Einsiedelei der seligen Salomea in Grodzisko und die Merkmale des Jugendstils aufweisende Kapelle "Auf dem Wasser".

## Verband der Jura-Gemeinden
Der Verband der Jura-Gemeinden ist eine freiwillige Vereinigung von Gemeinden der Woiwodschaften Schlesien und Kleinpolen auf dem Gebiet des Krakau-Tschenstochauer Juras. Ihm gehören 35 Stadt-, Stadt-Land- und Landgemeinden an: Bolesław, Bukowno, Częstochowa, Dąbrowa Górnicza, Gołcza, Janów, Jerzmanowice-Przeginia, Lelów, Klucze, Koziegłowy, Kraków, Kroczyce, Łazy, Mstów, Myszków, Niegowa, Ogrodzieniec, Olsztyn, Pilica, Poraj, Poręba, Przyrów, Siewierz, Skała, Sławków, Sułoszowa, Trzebinia, Trzyciąż, Wielka Wieś, Włodowice, Zabierzów, Zawiercie, Zielonki, Żarki, Żarnowiec.
Sitz der Organisation ist Ogrodzieniec.
Auf Satellitenbildern der Region lässt sich sehr gut erkennen, dass viele Siedlungen und Dörfer die Strukturen von Waldhufensiedlungen haben. D.h. die Äcker und Waldungen liegen streifenförmig hinter den Wohngrundstücken.